# Sanae-myeon
Sanae-myeon (koreanska: 사내면) är en socken i kommunen Hwacheon-gun i provinsen Gangwon i den norra delen av Sydkorea, 75 km nordost om huvudstaden Seoul.